# LGM-30 Minuteman
Tên lửa LGM-30 Minuteman là loại tên lửa liên lục địa (ICBM) phóng từ giếng phóng trên đất liền của Mỹ. Tính đến  năm 2020, phiên bản tên lửa LGM-30G Minuteman III là loại tên lửa duy nhất được phóng từ các giếng phóng mặt đất của Mỹ, và nó đại diện cho bộ ba sức mạnh hạt nhân của Mỹ, cùng với tên lửa liên đạn đạo Trident phóng từ tàu ngầm và các vũ khí hạt nhân được trang bị trên các máy bay ném bom chiến lược tầm xa.
Các nghiên cứu phát triển ICBM Minuteman bắt đầu từ giữa những năm 1950, khi mà các nghiên cứu ban đầu chỉ ra rằng động cơ tên lửa nhiên liệu rắn có thể duy trì trạng thái chuẩn bị trước khi phóng trong một thời gian dài, không giống như tên lửa nhiên liệu lỏng, vốn cần được bơm nhiên liệu trước khi phóng, và dễ bị phá hủy trong một cuộc không kích bất ngờ. Tên lửa được đặt theo tên của những người lính thuộc địa gọi là Minutemen trong cuộc Nội chiến Hoa Kỳ, họ là những người mà luôn sẵn sàng chiến đấu ngay khi cần.
ICBM Minuteman bắt đầu được đưa vào phục vụ kể từ năm 1962 như là một thứ vũ khí mang tính răn đe, có thể tấn công các thành phố lớn của Liên Xô trong một đợt tấn công đáp trả và phản công tổng lực nếu như nước Mỹ bị tấn công. Tuy nhiên, việc phát triển tên lửa UGM-27 Polaris của Hải quân Mỹ với cùng nhiệm vụ, đã cho phép không quân Mỹ sửa đổi Minuteman, tăng thêm độ chính xác đủ để tấn công các mục tiêu quân sự kiên cố, bao gồm cả các giếng phóng tên lửa của Liên Xô. Thế hệ tên lửa Minuteman II bắt đầu được trang bị vào năm 1965 đã có nâng cấp cải thiện độ chính xác và khả năng sống sót  trước hệ thống phòng thủ tên lửa đạn đạo (ABM) mà Liên Xô khi đó đang phát triển. Năm 1970, tên lửa Minuteman II ra đời và trở thành tên lửa ICBM đầu tiên được trang bị nhiều đầu đạn con độc lập MIRV gồm có 3 đầu đạn nhỏ hơn, cải thiện khả năng tấn công các mục tiêu được hệ thống ABM bảo vệ  Ban đầu tên lửa sử dụng đầu đạn W62 đương lượng nổ 170 kilotons.
Tính đến những năm 1970, đã có 1.000 tên lửa ICBM Minutemen được triển khai. Sau đó giảm xuống còn 400 tên lửa Minuteman-III tính đến  tháng 9 năm 2017, những tên lửa này được triển khai từ trong các silo tên lửa đặt tại căn cứ không quân Malmstrom, Montana; căn cứ không quân Minot, North Dakota; và căn cứ không quân F.E. Warren, Wyoming. Minuteman III tương lai sẽ được thay thế bằng tên lửa ICBM Ground Based Strategic Deterrent (GBSD) (sản xuất bởi Northgroup Grumman) kể từ năm 2027

## Lịch sử

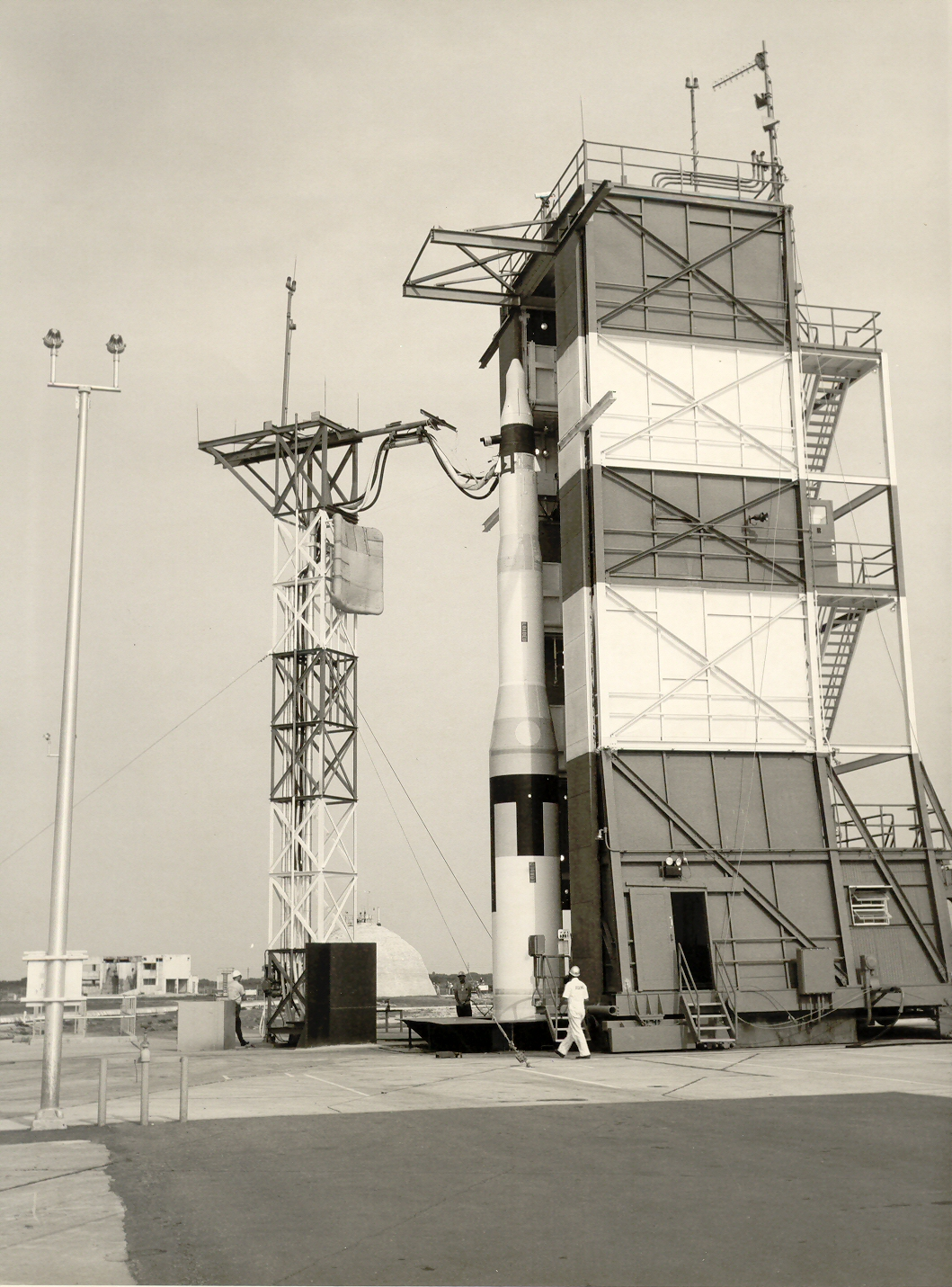
Tên lửa Minuteman-I

### Edward Hall và nhiên liệu rắn
Sự ra đời của ICBM Minuteman có sự góp công lớn của Đại tá không quân Edward N. Hall, người mà năm 1956 giữ chức trưởng bộ phận lực đẩy thuốc phóng rắn thuộc đơn vị Bộ phận phát triển phía Tây của công ty General Bernard Schriever. Đơn vị này được thành lập nhằm phát triển tên lửa liên lục địa SM-65 Atlas và HGM-25A Titan I. Nhiên liệu rắn khi đó thường được sử dụng trong các loại tên lửa tầm ngắn. Cấp trên của Hall quan tâm đến tên lửa tầm ngắn và tầm trung sử dụng nhiên liệu rắn, đặc biệt là ở khu vực châu Âu, nơi mà khả năng chuyển trạng thái chiến đấu nhanh là rất quan trọng vì luôn nằm trong mối đe dọa của các máy bay chiến đấu Liên Xô. Nhưng Hall tin chắc rằng tương lai các ICBM có tầm bắn 5.500 hải lý (10.200 km; 6.300 mi)(tr152) sẽ sử dụng nhiên liệu rắn.
Cũng vào thời gian này Hall bắt đầu tài trợ cho nghiên cứu của Boeing và Thiokol trong việc sử dụng nhiên liệu rắn amoni perchlorate composite propellant. Phỏng theo thiết kế của người Anh, họ đổ nhiên liệu rắn vào ống xi lanh động cơ lớn có lỗ dạng hình sao chạy dọc trục xi lanh. Điều này cho phép nhiên liệu rắn được đốt cháy dọc theo suốt chiều dài của xi lanh, chứ không phải chỉ cháy ở đoạn cuối xi lanh như trong các thiết kế trước đó. Tốc độ cháy tăng lên đồng nghĩa với việc sinh ra nhiều lực đẩy hơn, cũng đồng nghĩa với việc nhiệt sẽ được tỏa ra đều ở toàn bộ thân động cơ, thay vì chỉ ở đoạn cuối, và bởi vì nhiên liệu được đốt cháy từ bên trong ra bên ngoài, nó không chạm tới thành vỏ chứa nhiên liệu trước khi toàn bộ nhiên liệu được đốt cháy hết. Để so sánh, ở các thiết kế trước đó, sự đốt nhiên liệu bắt đầu chủ yếu ở một đầu xi lanh, rồi lan tới đầu còn lại, có nghĩa là tại một phần nhỏ trên thân tên lửa sẽ phải chịu một tải trọng và nhiệt lượng lớn.
Hệ thống dẫn đường của tên lửa liên lục địa được dựa trên không chỉ hướng bay của tên lửa mà còn dựa trên thời điểm mà động cơ tên lửa được ngắt và tách bỏ. Nếu có quá nhiều lực đẩy thì đầu đạn sẽ bay quá mục tiêu, còn quá ít, thì đầu đạn không thể bay tới mục tiêu. Nhiên liệu rắn thường khó tính được thời gian cháy, và lực đẩy tức thời mà nó tạo ra, do đó người ta nghi ngờ độ chính xác của tên lửa liên lục địa sử dụng nhiên liệu rắn. Điều này ban đầu có vẻ là một vấn đề không thể giải quyết nhưng các kỹ sư đã thiết kế các van có thể mở ra khi hệ thống dẫn đường ra lệnh ngắt động cơ, việc này gây ra giảm áp suất đột ngột đến nỗi nhiêu liệu rắn tự phun ra và nhiên liệu tên lửa ngừng cháy, động cơ ngừng hoạt động
Hải quân Mỹ là đơn vị đầu tiên sử dụng công nghệ nhiên liệu rắn cho tên lửa liên lục địa. Họ tham gia trong chương trình phát triển cùng với Lục quân Mỹ nhằm phát triển tên lửa nhiên liệu lỏng PGM-19 Jupiter, tuy nhiên hải quân Mỹ luôn bày tỏ nghi ngờ về loại tên lửa này. Họ cho rằng sẽ là quá mạo hiểm khi sử dụng tên lửa nhiên liệu lỏng trên tàu, đặc biệt là trên các tàu ngầm. Những thành công trong chương trình phát triển nhiên liệu rắn cùng với lời hứa của Edward Teller về một loại đầu đạn hạt nhân nhỏ hơn được phát triển trong Dự án Nobska, đã khiến cho Hải quân Mỹ từ bỏ chương trình tên lửa Jupiter và bắt đầu phát triển tên lửa nhiên liệu rắn của riêng mình. Những nghiên cứu của Aerojet cùng với Hall đã được áp dụng cho tên lửa UGM-27 Polaris kể từ tháng 12/1956.

### Nông trại tên lửa
Không quân Mỹ cho rằng không cần thiết phải có tên lửa ICBM nhiên liệu rắn. Việc phát triển các tên lửa ICBM SM-65 Atlas và SM-68 Titan đang được tiến hành, với "khả năng lưu trữ" nhiên liệu lỏng đang được nghiên cứu, để tên lửa có thể ở trạng thái trực chiến trên bệ phóng lâu hơn. Hall coi nhiên liệu rắn không chỉ là cách để nâng cao thời gian chờ trước khi phóng và độ an toàn cho mỗi lần phóng, mà còn là cách để giảm sâu giá thành của ICBM nhờ vậy mà có thể sản xuất được tên lửa với số lượng lớn lên đến hàng ngàn quả. Ông cũng nhận thức được rằng những dây chuyền lắp ráp được vi tính hóa sẽ cho phép việc sản xuất tiến hành liên tục, và các thiết bị tương tự sẽ giúp chỉ cần một nhóm kỹ sư cũng có thể giám sát sự vận hành của hàng tá hoặc hàng trăm tên lửa. Do đó, tên lửa nhiên liệu rắn sẽ đơn giản hơn và dễ bảo trì hơn.(tr153)
Kế hoạch cuối cùng của Hall là xây dựng các "trang trại" tên lửa tích hợp bao gồm nhà máy, giếng phóng tên lửa, vận chuyển tên lửa và tái chế. Mỗi một trang trại sẽ có khả năng sản xuất khoảng 1.000 đến 1.500 tên lửa trong một dây chuyền sản xuất liên tục. Hệ thống trong tên lửa sẽ phát hiện các lỗi hỏng hóc, nếu lỗi, nó sẽ được loại bỏ và tái chế, trong khi các tên lửa mới chế tạo sẽ thế chỗ.(tr153) Thiết kế của tên lửa dựa trên tiêu chí đơn giản và rẻ nhất có thể, giảm kích thước và độ phức tạp bởi "Điều đầu tiên làm nên sự thành công của một loại vũ khí là giá thành rẻ của nó so với mục tiêu mà nó tiêu diệt, và các thông số khác - độ chính xác, tính dễ bị tổn thương và độ tin cậy - là tiêu chí xếp thứ hai."(tr154)
Tuy nhiên các kế hoạch của Hall không được chấp nhận và bản thân ông cũng xung đột với các tên tuổi trong lĩnh vực phát triển tên lửa. Công ty Ramo-Wooldridge tập trung vào độ chính xác của tên lửa nhưng Hall cho rằng với nhiệm vụ của tên lửa ICBM là nhắm vào các thành phố lớn của Liên Xô, và cho rằng một lượng áp đảo tên lửa sẽ mang tính răn đe lớn hơn là chỉ có số ít tên lửa chính xác cao.(tr154) Hall được cho là đã gây xích mích với người khác vào năm 1958 Schriever đã loại ông khỏi dự án phát triển Minuteman và điều ông đến Anh để giám sát việc triển khai tên lửa Thor IRBM.(tr152) Vào năm 1959 Hall trở về Mỹ, nghỉ hưu rời khỏi Không quân, nhưng ông vẫn nhận được Huân chương quân công lần thứ 2 vào năm 1960 vì những cống hiến trong lĩnh vực nhiên liệu rắn.
Mặc dù không còn tham gia chương trình phát triển ICBM Minuteman, nhưng những nghiên cứu của Hall về cách giảm thiểu giá thành đã được áp dụng cho phát triển loại tên lửa mới có đường kính 71 inch (1,8 m), nhỏ hơn nhiều so với tên lửa Atlas và Titan (có đường kính 120 inch (3,0 m)), điều này đồng nghĩa với loại tên lửa mới nhỏ hơn, và silo phóng cũng rẻ hơn. Mục tiêu của Hall về giảm giá thành tên lửa đã trở thành hiện thực, mặc dù ý tưởng về một trang trại sản xuất tên lửa đã không thành..(tr154)

### Hệ thống dẫn đường cho tên lửa

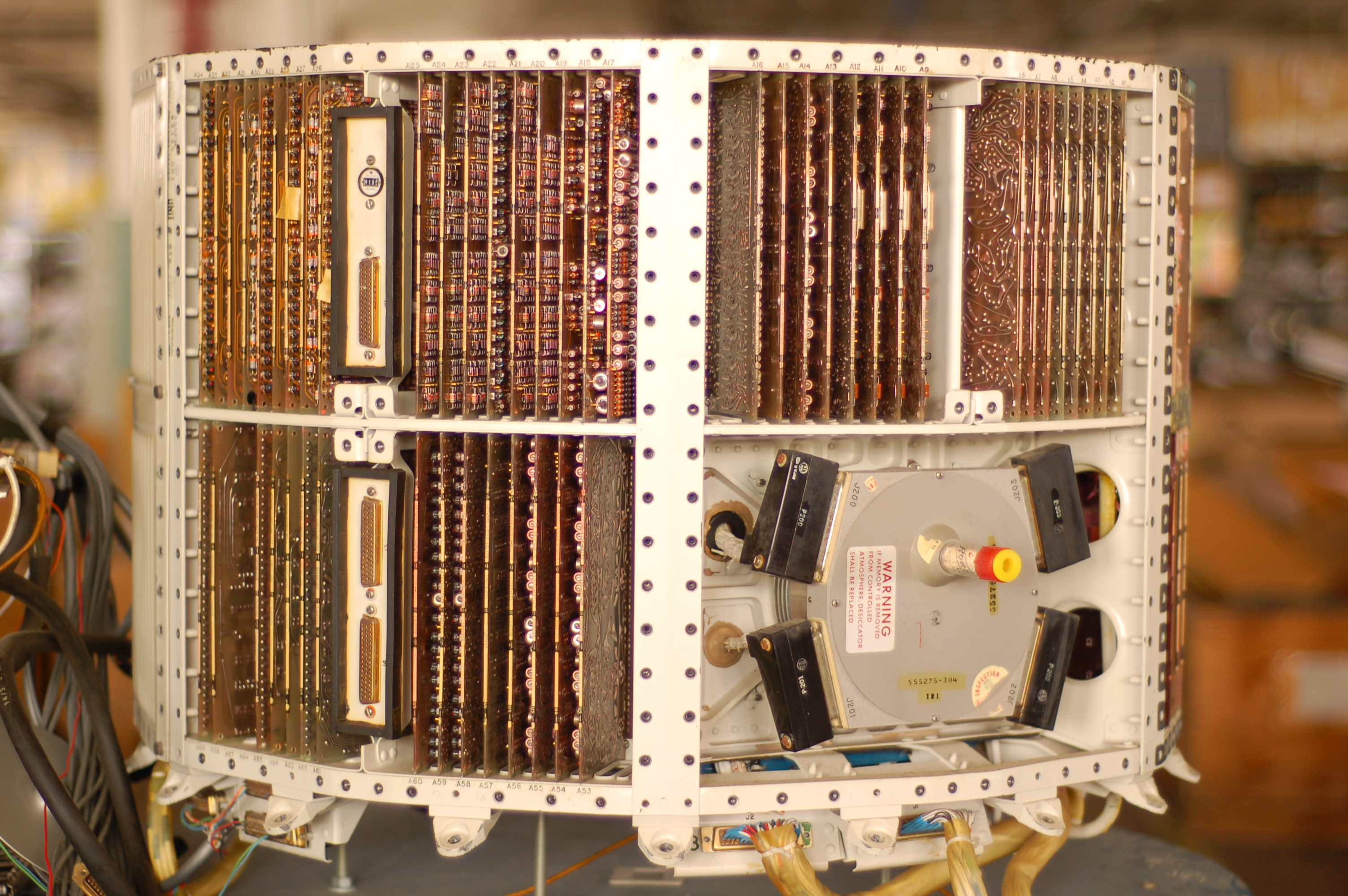
Máy tính dẫn đường Autonetics D-17 của tên lửa ICBM Minuteman-I.

Các tên lửa tầm xa kiểu cũ sử dụng nhiên liệu lỏng, mà nhiên liệu lỏng chỉ được bơm vào tên lửa ngay trước khi phóng. Thời gian nạp nhiên liệu mất từ 30 đến 60 phút. Mặc dù mất nhiều thời gian cho việc nạp nhiên liệu cho tên lửa nhưng vào thời điểm đó việc này không phải là một trở ngại lớn do người ta cũng phải mất một khoảng thời gian tương tự để cài đặt cho hệ thống dẫn đường quán tính, thiết lập vị trí ban đầu của tên lửa, và vị trí của mục tiêu.(tr156)
Tên lửa Minuteman được thiết kế để có thể sẵn sàng phóng trong vài phút. Trong khi các tên lửa nhiên liệu lỏng đã rút ngắn dần thời gian bơm nhiên liệu, thì việc lập trình cho hệ thống dẫn đường quá tính vẫn còn mất nhiều thời gian. Để tiến hành phóng sớm, hệ thống dẫn đường quán tính phải liên tục chạy và đồng bộ, dẫn đến dễ gặp vấn đề về cơ khí, đặc biệt là đối với các hệ thống dẫn đường quán tính sử dụng vòng bi.(tr157)
Trong bối cảnh đó, công ty Autonetics đã có kinh nghiệm trong việc thiết kế và chế tạo các ổ bi chứa khí nén mà họ tuyên bố chúng đã hoạt động liên tục từ năm 1952 đến năm 1957.(tr157) Autonetics sau đó đã gây dựng một cấu hình ổ bi trong đó bi có thể quay theo 2 hướng. Ở các giải pháp thông thường người ta sử dụng 2 ổ bi đỡ ở hai đầu cho phép nó quay xung quanh một trục duy nhất. Thiết kế của Autonetics đồng nghĩa với cơ cấu dẫn đường quán tính chỉ cần hai con quay hồi chuyển thay vì ba con quay như thông thường.(tr159)
Các kỹ sư cũng sử dụng máy tính kỹ thuật số thay thế cho máy tính tương tự. Các tên lửa thế hệ cũ sử dụng 2 hệ thống máy tính chuyên dụng. Một chiếc chạy chương trình lái tự động để tên lửa giữ ổn định đường bay theo chương trình đã định trước, và một chiếc còn lại so sánh thông tin từ hệ thống dẫn đường quán tính đến tọa độ mục tiêu và nếu có bất cứ sai sót nào, nó sẽ truyền lệnh đến hệ thống tự lái để điều chỉnh lại đường bay. Để đơn giản hóa, tên lửa Minuteman chỉ sử dụng một chiếc máy tính duy nhất có tốc độ nhanh, để thực hiện cả hai chức năng này.(tr160)
Vì máy tính dẫn đường không hoạt động khi tên lửa còn trong silo nên người ta sử dụng một chiếc máy tính tương tự có khả năng lập trình để giám sát các cảm biến khác nhau và các thiết bị kiểm tra. Ở các tên lửa ICBM đời cũ thì điều này được thực hiện bởi các hệ thống gắn ngoài, yêu cầu hàng km dây cáp và rất nhiều cổng kết nối. Để lưu trữ các chương trình đa nhiệm, người ta sử dụng máy tính D-17B sử dụng ổ cứng.(tr160)
Chế tạo chiếc máy tính cùng với các yêu cầu đặt ra về hiệu năng, kích cỡ, khối lượng cần thiết đòi hỏi phải sử dụng các bóng bán dẫn, vào thời điểm đó rất đắt và không đáng tin cậy. Những thử nghiệm ban đầu sử dụng máy tính có bóng bán dẫn BNIAC để dẫn đường và hệ thống dẫn đường trên tên lửa SM-64 Navaho đã thất bại và rơi vào quên lãng. Không quân và hãng Autonetics đã dành hàng triệu đô la vào chương trình nâng cấp bóng các bán dẫn và độ tin cậy lên gấp 100 lần. Thành quả là chi tiết cấu tạo bóng bán dẫn được cải thiện, giảm đáng kể tỷ lệ hỏng hóc trong dây chuyền chế tạo bóng bán dẫn, từ đó làm giảm giá thành của bóng bán dẫn, mang đến một cuộc cách mạng cho công nghiệp điện tử.(tr160–161)

Sử dụng máy tính tổng cũng có tác động lâu dài đến chương trình tên lửa Minuteman và lập trường về hạt nhân của Mỹ nói chung. Giờ đây, với hệ thống máy tính dẫn đường mới, Minuteman có thể dễ dàng lập trình thông tin mục tiêu bằng cách tải thông tin đường bay mới lên ổ cứng máy tính, và việc này hoàn tất chỉ trong vài giờ. Các ICBM đời cũ sử dụng máy tính sử dụng dây dẫn, ngược lại, chỉ có thể tấn công một mục tiêu nhất định do thông tin đường bay chính xác của tên lửa khó có thể lập trình vào hệ thống máy tính.(tr156)
1. 1 2 3 4  "LGM-30 Minuteman III". fas.org (bằng tiếng Anh). Federation of American Scientists. ngày 20 tháng 10 năm 2016. Bản gốc lưu trữ ngày 24 tháng 10 năm 2019.
2. ↑  Bott, Mitch (ngày 21 tháng 9 năm 2009). "Unique and Complementary Characteristics of the U.S. ICBM and SLBM Weapon Systems" (PDF). csis.org (bằng tiếng Anh). Center for Strategic and International Studies. tr. 76. Bản gốc (PDF) lưu trữ ngày 22 tháng 11 năm 2019. Truy cập ngày 22 tháng 11 năm 2019. The name of the Minuteman missile refers to the ability to launch the missile within minutes after receipt of a valid launch order
3. ↑  Bott, Mitch; Griffin, Chris; Gupta, Shalini; Jeffery, Jared; Schilling, Troy; Suarez, Vivian (ngày 6 tháng 8 năm 2009). "Discussion of the Unique and Complementary Characteristics of the ICBM and SLBM Weapon Systems" (PDF). csis.org (bằng tiếng Anh). Center for Strategic and International Studies. tr. 5. Bản gốc (PDF) lưu trữ ngày 22 tháng 11 năm 2019. Truy cập ngày 22 tháng 11 năm 2019. Missiles can be launched within minutes after receipt of order
4. ↑  "The Minuteman III ICBM". nuclearweaponarchive.org (bằng tiếng Anh). ngày 7 tháng 10 năm 1997. Bản gốc lưu trữ ngày 14 tháng 8 năm 2019. Truy cập ngày 22 tháng 11 năm 2019. The Minuteman III was the world's first MIRV'ed ICBM. A MIRV (multiple independent re-entry vehicles) permits each missile to carry multiple warheads, and direct each one at a separate target.
5. ↑  Norris, Robert S.; Kristensen, Hans M. (ngày 27 tháng 11 năm 2015). "U.S. Nuclear Forces, 2009". Bulletin of the Atomic Scientists (bằng tiếng Anh). Quyển 65 số 2. Taylor & Francis. tr. 59–69. doi:10.2968/065002008. ISSN 0096-3402. LCCN 48034039. OCLC 470268256. This reduction is in line with the 1994 Nuclear Posture Review that established the goal of an ICBM force of "450/500 Minuteman III missiles, each carrying a single warhead," though the air force was not ordered to implement the decision until the 2006 Quadrennial Defense Review.
6. ↑  "New START Treaty Aggregate Numbers of Strategic Offensive Arms" (PDF). state.gov (bằng tiếng Anh). United States Department of State. ngày 1 tháng 3 năm 2019. Bản gốc (PDF) lưu trữ ngày 5 tháng 8 năm 2019. Truy cập ngày 22 tháng 11 năm 2019.
7. ↑  "Boeing, Northrop Grumman receive development contracts for new ICBM". spacedaily.com.
8. ↑  Sandra Erwin (ngày 14 tháng 12 năm 2019). "Northrop Grumman wins competition to build future ICBM, by default". spacenews.com.
9. 1 2 3 4 5 6 7 8 9 10 11 12 13 14 15  MacKenzie, Donald (ngày 13 tháng 12 năm 1990). Inventing Accuracy: A Historical Sociology of Nuclear Missile Guidance (bằng tiếng Anh) (ấn bản thứ 1). MIT Press. ISBN 978-0262132589. LCCN 90005915. OCLC 1068009953. OL 1854178M. Bản gốc lưu trữ ngày 22 tháng 11 năm 2019. Truy cập ngày 22 tháng 11 năm 2019.
10. 1 2 3  Maugh II, Thomas H. (ngày 18 tháng 1 năm 2006). "Edward N. Hall, 91; Rocket Pioneer Seen as the Father of Minuteman ICBM (obituary)". Los Angeles Times (bằng tiếng Anh). ISSN 0458-3035. OCLC 3638237. Bản gốc lưu trữ ngày 23 tháng 11 năm 2019. Truy cập ngày 22 tháng 11 năm 2019.
11. ↑  Teller, Edward; Shoolery, Judith (ngày 1 tháng 10 năm 2001). Memoirs: A Twentieth-Century Journey in Science and Politics (bằng tiếng Anh) (ấn bản thứ 1). Cambridge, Massachusetts: Perseus Publishing. tr. 420–421. ISBN 978-0738205328. OCLC 879383489. OL 7899496M. Truy cập ngày 22 tháng 11 năm 2019 – qua Internet Archive.

### Polaris

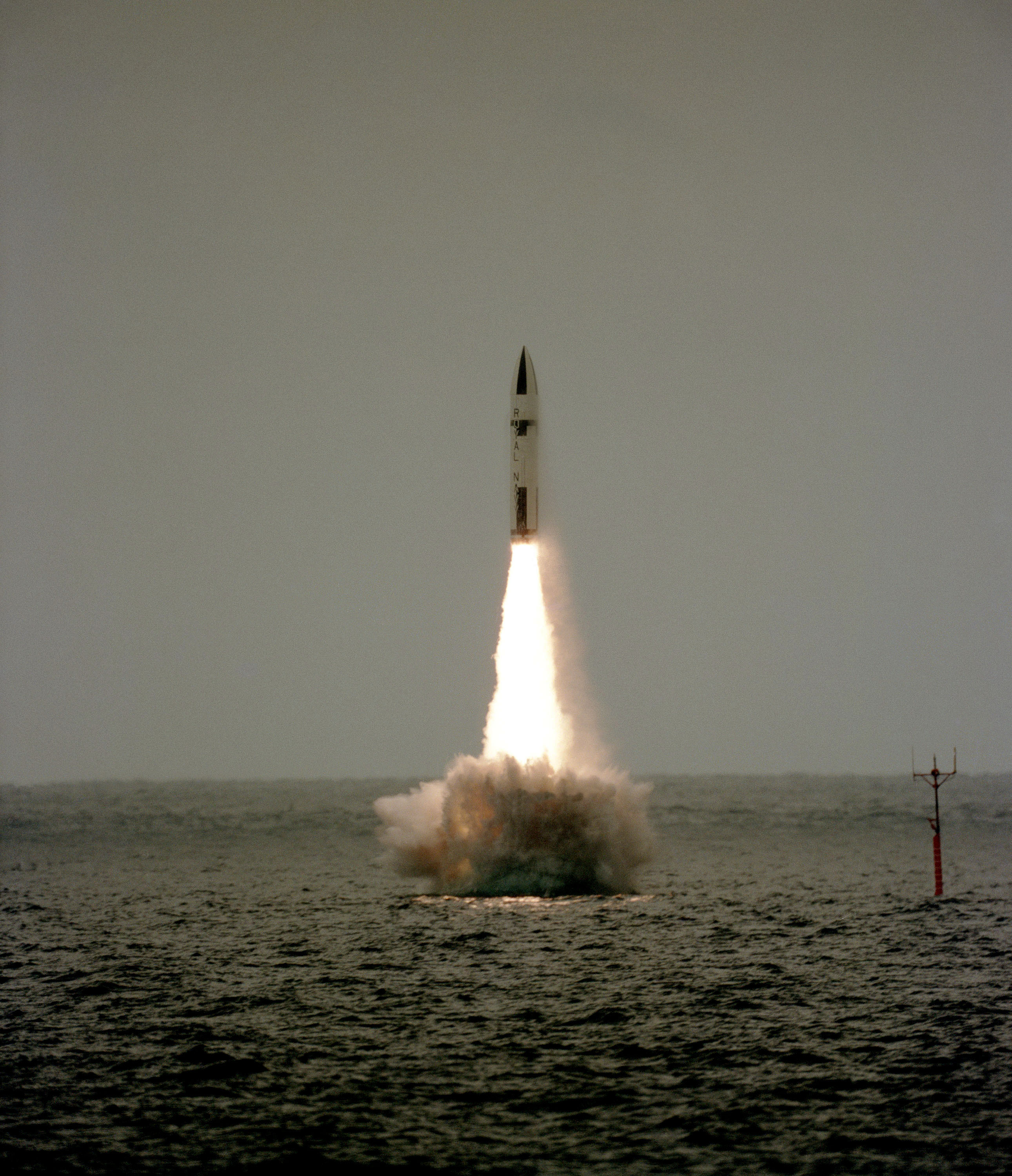
Tên lửa SLBM Polaris có thể đảm nhiệm chức năng giống như Minuteman, và có khả năng sống sót trước các cuộ tấn công lớn hơn nhiều.

Trong quá trình phát triển ban đầu tên lửa Minuteman, Không quân Mỹ cho rằng máy bay ném bom chiến lược có người lái sẽ là phương tiện chính mang vũ khí hạt nhân trong trường hợp xảy ra chiến tranh. Họ có đủ lượng máy bay ném bom chiến lược để đủ sức ném bom hủy diệt các mục tiêu công nghiệp/ quân sự của Liên Xô.(tr202)
Tuy nhiên các tên lửa ICBM của Liên Xô đã làm thay đổi quan niệm này, tuy chúng có độ chính xác thấp với sai số bán kính là 4 hải lý (7,4 km; 4,6 mi), nhưng chúng mang đầu đạn đủ lớn để tấn công có hiệu quả các căn cứ máy bay ném bom chiến lược của Mỹ vốn không được bảo vệ. Đặc biệt là chưa có hệ thống để phát hiện các vụ phóng ICBM nên một cuộc tấn công bằng tên lửa bất ngờ sẽ khiến cho phi đội máy bay ném bom của Mỹ bị xóa sổ.(tr202)
Trước hoàn cảnh đó, Không quân Mỹ coi các tên lửa ICBM của mình có vai trò răn đe nhiều hơn, đủ để khiến cho Liên Xô không dám mở một cuộc tấn công hạt nhân trước. Đối với các ICBM đời mới, được phóng từ giếng phóng, nên có khả năng sống sót trước một cuộc tấn công bằng tên lửa hạt nhân. Trong trường hợp cả Mỹ và Liên Xô đều có cùng một số lượng ICBM tương đương nhau, lực lượng tên lửa chiến lược của Mỹ sẽ có khả năng sống sót sau cuộc tấn công phủ đầu bất ngờ của Liên Xô, và số tên lửa còn lại sẽ đủ khả năng để đáp trả cuộc tấn công, do đó Liên Xô sẽ không mạo hiểm tấn công Mỹ trong trường hợp như vậy.(tr202)
Theo kịch bản về một cuộc tấn công hạt nhân trả đũa, các nhà hoạch định chiến lược của Mỹ tính toán rằng nếu số lượng tên lửa hạt nhân trả đũa của Mỹ có đương lượng nổ tổng cộng là 400 megaton thì sẽ làm cho 30% dân số Liên Xô thiệt mạng cùng với đó là hủy diệt 50% nền công nghiệp, nếu như vụ tấn công trả đũa có quy mô lớn hơn thì mức độ tổn thất của Liên Xô sẽ chỉ tăng lên ít, do các mục tiêu là các thành phố lớn của Liên Xô đều đã bị tấn công. Do vậy các nhà chiến lược cho rằng ngưỡng 400 megaton là ngưỡng răn đe vừa đủ để khiến cho Liên Xô không mạo hiểm tấn công hạt nhân nhằm vào Mỹ bất chấp số lượng tên lửa của Liên Xô là bao nhiêu đi chăng nữa. Tất cả những điều cần phải làm là nâng cao khả năng sống sót của lực lượng tên lửa chiến lược trước cuộc tấn công của tên lửa Liên Xô(tr199) Trở lại vấn đề, việc bổ sung các tên lửa ICBM vào trang bị không khiến cho thay đổi vai trò của các máy bay ném bom chiến lược, chúng vẫn đóng vai trò chính trong một cuộc chiến tranh hạt nhân.(tr199)
Trong khi Không quân tiếp tục phát triển máy bay ném bom siêu âm mới như chiếc XB-70 thì Hải quân lại sở hữu tên lửa phóng từ tàu ngầm: SLBM UGM-27 Polaris. Polaris có đủ tầm bắn để tàu ngầm hạt nhân chiến lược có thể bắn từ bất kỳ vị trí nào trên biển, hơn nữa nó không dễ bị tấn công như các tên lửa ICBM đặt trên đất liền. Dựa trên các tính toán về tổng lượng nổ 400 Megaton, Hải quân đề ra chương trình chế tạo 41 tàu ngầm mang tên lửa liên lục địa, mỗi chiếc được trang bị 16 quả tên lửa, mang đến một sự răn đe hạt nhân đáng kể.(tr197)

### Kennedy
Lần thử nghiệm cuối cùng của Minuteman trùng với dịp John F. Kennedy bước chân vào Nhà Trắng. Bộ trưởng quốc phòng mới nhậm chứ, Robert McNamara, được giao trọng trách xây dựng hệ thống phòng thủ tên lửa tốt nhất cho nước Mỹ trong khi nguồn ngân sách được cấp có giới hạn. McNamara đã cân đối lợi ích/chi phí. Dưới thời ông, tên lửa Atlas và Titan đã sớm bị loại bỏ, và tên lửa Titan II (đã được nâng cấp để có khả năng sử dụng nhiên liệu Hypergolic) cũng bị hạn chế trang bị(tr154) McNamara cũng hủy bỏ dự án phát triển máy bay ném bom XB-70 Valkyrie.(tr203)
Chương trình phát triển ICBM Minuteman với chi phí thấp hơn cũng đã tác động đến cả các chương trình phát triển tên lửa khác. Hệ thống phòng thủ tên lửa Nike Zeus được thiết kế để đánh chặn các tên lửa hạt nhân Liên Xô nhằm vào các căn cứ không quân chiến lược và các giếng phóng tên lửa, nhưng nó đắt đó, và Không quân Mỹ cho rằng việc chế tạo thêm một ICBM Minuteman khác thay cho quả tên lửa đã bị phá hủy còn tốn kém ít hơn là đầu tư cho Zeus. Hơn nữa, Liên Xô sử dụng các tên lửa ICBM nhiên liệu lỏng vốn đắt đỏ, và họ không thể sản xuất đủ ICBM để cân bằng về tên lửa hạt nhân chiến lược với Mỹ. Cuối cùng dự án Nike Zeus đã bị hủy bỏ vào năm 1963.

### Minuteman-I (LGM-30A/B or SM-80/HSM-80A)
See also W56 Warhead

#### Triển khai
LGM-30A Minuteman-I phóng thử lần đầu vào 1/2/1961 từ Mũi Canaveral, và bắt đầu đi vào trang bị từ năm 1962. Không quân Mỹ (USAF) ban đầu dự định đặt tên lửa tại căn cứ không quân Vandenberg, California. Tuy nhiên động cơ đẩy của những loạt tên lửa đầu tiên sản xuất bị lỗi khiến cho tầm bắn của tên lửa giảm từ 6.300 dặm (10.100 km) như ban đầu xuống chỉ còn 4.300 dặm (6.900 km), vì vậy mà nếu như tên lửa được bắn vòng qua Bắc Cực thì tên lửa sẽ không thể bay tới mục tiêu như kế hoạch. Do đó, người ta quyết định đặt tên lửa tại căn cứ không quân Malmstrom tại Montana  Với vị trí đặt tên lửa mới thì sẽ cho phép tên lửa dù có bị lỗi ở hệ thống đẩy, cũng sẽ vẫn vươn tới được mục tiêu..
Phiên bản "nâng cấp" LGM-30B Minuteman-I được trang bị tại căn cứ không quân Ellsworth, Nam Dakota, căn cứ không quân Minot, Bắc Dakota, căn cứ không quân Warren, Wyoming, và căn cứ không quân Whiteman, Missouri, vào các năm 1963, 1964. Có tổng cộng 800 tên lửa Minuteman-I đã được trang bị từ tháng 6 năm 1965. Mỗi căn cứ không quân có 150 tên lửa; căn cứ F.E. Warren có 200 tên lửa Minuteman-IB. Căn cứ Malmstrom có 150 tên lửa Minuteman-I, và 5 năm sau có thêm 50 tên lửa Minuteman-II đi vào trang bị căn cứ không quân Grand Forks, Bắc Dakota.

#### Đặc tính kỹ thuật
Tên lửa Minuteman I có chiều dài khác nhau tùy theo các phiên bản. Tên lửa Minuteman I/A có chiều dài 53 ft 8 in (16,36 m) trong khi phiên bản Minuteman I/B dài hơn một chút: 55 ft 11 in (17,04 m). Minuteman I có trọng lượng khoảng 65.000 lb (29.000 kg), tầm bắn 5.500 mi (8.900 km) với bán kính độ chính xác khoảng 1,5 mi (2,4 km).

#### Dẫn đường
Tên lửa Minuteman I được trang bị máy tính trung tâm Autonetics D-17. Để tăng tốc độ tính toán, máy tính D-17 sử dụng chung kiến trúc của máy tính dữ liệu pháo binh dã chiến M-18 FADAC cũng do Autonetics sản xuất.

#### Đầu đạn
Khi mới được đưa vào trang bị vào năm 1962, Minuteman I sử dụng đầu đạn hạt nhân W59 với đương lượng nổ 1 Mt. Bắt đầu sản xuất đầu đạn hạt nhân W56 với đương lượng nổ 1.2 Mt vào tháng 3/1963 và ngừng sản xuất đầu đạn W59 từ tháng 7 cùng năm, tổng cộng đã có 150 đầu đạn được sản xuất và trang bị trước khi bị loại khỏi trang bị vào tháng 6 năm 1969. W56 được sản xuất cho đến tháng 5 năm 1969 với tổng cộng 1000 đầu đạn. Phiên bản đầu đạn mod 0 đến 3 được rút khỏi trang bị vào tháng 9/1966 còn phiên bản đầu đạn mod 4 tiếp tục được trang bị cho đến những năm 1990.

### Minuteman-II (LGM-30F)
Xem thêm Đầu đạn hạt nhân W56

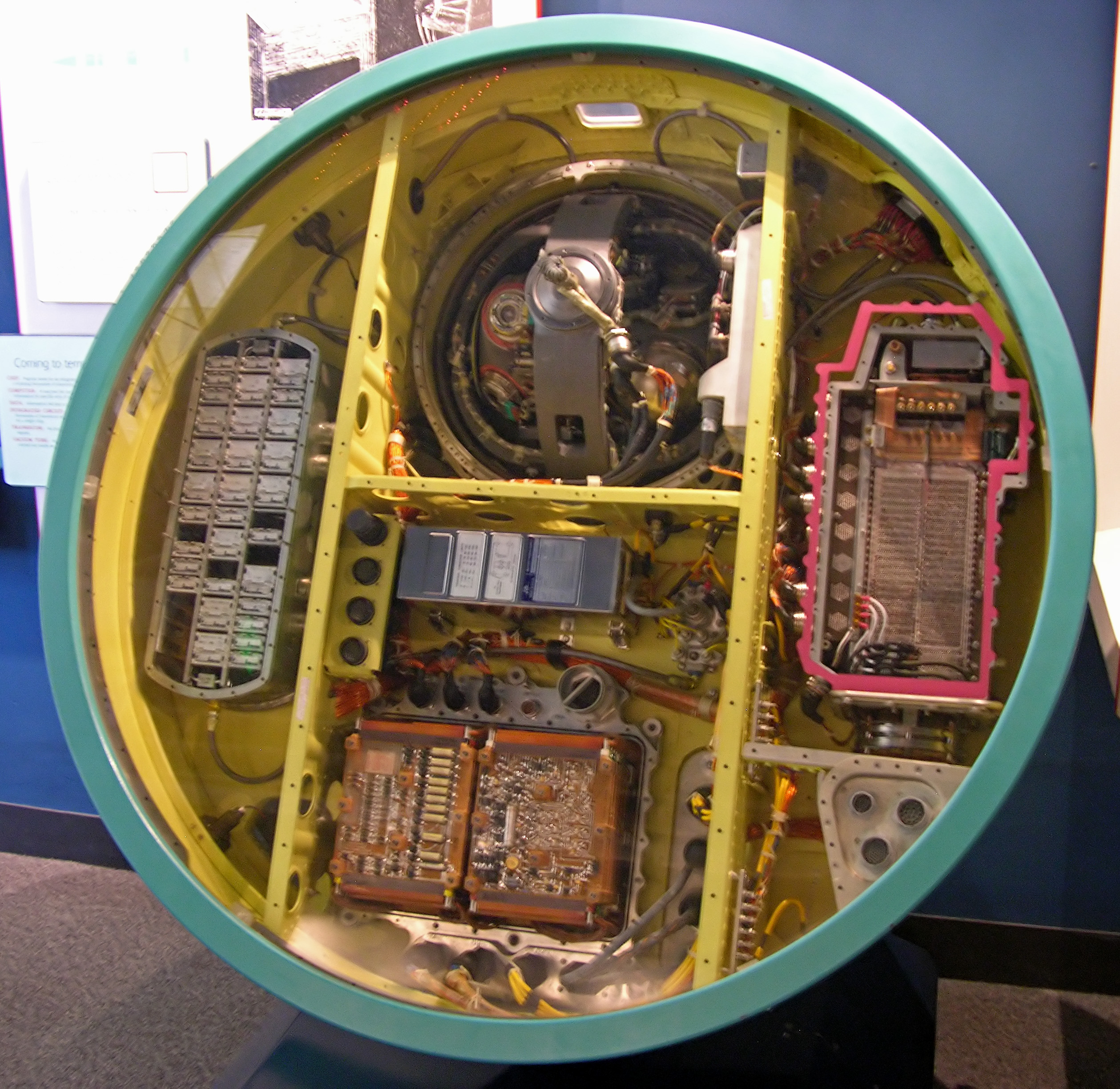
Hệ thống dẫn đường của Minuteman-II nhỏ gọn hơn nhiều do sử dụng các mạch tích hợp. Cơ cấu quán tính ở phía trên cùng

LGM-30F Minuteman-II là bản nâng cấp của ICBM Minuteman-I. Việc phát triển bắt đầu ngay từ năm 1962, khi Minuteman-I mới được đưa vào trang bị. Minuteman-II bắt đầu được chế tạo và trang bị từ năm 1965 hoàn tất trang bị vào năm 1967. Nó có tầm bắn lớn hơn, trọng lượng đầu đạn lớn hơn, và hệ thống dẫn đường với đường chân trời, cung cấp khả năng tấn công chính xác hơn, cùng với một phạm vi mục tiêu rộng hơn. Một số tên lửa cũng trang bị mồi nhử, giúp cho nó tăng khả năng xuyên qua hệ thống phòng thủ chống tên lửa A-35. Tải trọng mang theo bao gồm một khoang hồi quyển Mk-11C chứa đầu đạn hạt nhân W56 có đương lượng nổ 1,2 Mt.

#### Đặc điểm kỹ thuật
Minuteman-II dài 57 ft 7 in (17,55 m), trọng lượng 73.000 lb (33.000 kg), tầm bắn 7.000 mi (11.000 km) với bán kính độ chính xác 1 mi (1,6 km).
Các tính năng mới của Minuteman-II là:
- Cải tiến động cơ tầng đầu tiên để tăng độ tin cậy.
- Miệng xả mới, với vòi phun điều chỉnh được hướng phun nhiên liệu trên động cơ tầng hai lớn hơn giúp cho tên lửa có tầm bắn lớn hơn. Cải tiến động cơ bổ sung nhằm tăng độ tin cậy.
- Cải tiến hệ thống dẫn đường (máy tính D-37), kết hợp vi mạch và các bộ phận điện tử khác. Do đó tên lửa có khả năng lựa chọn nhiều mục tiêu, độ chính xác và độ tin cậy cao hơn, giảm kích thước và khối lượng của hệ thống dẫn đường và tăng khả năng chống chịu của hệ thống dẫn đường tỏng môi trường ô nhiễm hạt nhân. Hệ thống dẫn đường chứa 2.000 vi mạch được sản xuất bởi Công ty công cụ Texas.
- Hệ thống xâm nhập khí quyển giúp ngụy trang đầu đạn trong suốt quá trình hồi quyển, đi vào vùng trời của mục tiêu. Thêm vào đó, thiết bị hồi quyển Mk-11C cùng với các công nghệ tàng hình đã giúp giảm tín hiệu phản hồi radar và giúp nó khó có thể bị phát hiện trong số các mồi bẫy. Vì vậy mà Mk-11C không còn được chế tạo bằng titanium.[13]
- Đầu đạn mang theo lớn hơn nên tăng khả năng hủy diệt mục tiêu.

Việc hiện đại hóa hệ thống tập trung vào cơ cấu phóng và điều khiển. Từ đó giảm thời gian phản ứng và tăng khả năng sống sót khi tên lửa bị tấn công hạt nhân. Những sửa đổi cuối cùng trên hệ thống đã tăng khả năng tương thích lên tên lửa ICBM LGM-118A Peacekeeper dự kiến sắp được phát triển. ICBM LGM-118A Peacekeeper mới hơn sau này đã được triển khai trong các giếng phóng của tên lửa Minuteman đã được sửa đổi.
Chương trình tên lửa Minuteman-II là chương trình tên lửa đầu tiên mà đã sản xuất/sử dụng số lượng lớn máy tính mạch tích phân (vi mạch) (Autonetics D-37C). Mạch tích phân của tên lửa Minuteman-II là logic diode-transistor và logic diode sản xuất bởi Texas Instruments. Trước đó, mạch tích phân đã được sử dụng trên máy tính dẫn đường Apollo. Mạch tích phân Apollo là logic điện trở-transistor chế tạo bởi công ty bán dẫn Fairchild. Máy tính trên tên lửa Minuteman-II vẫn sử dụng đĩa từ quay làm bộ nhớ chính. Tên lửa Minuteman-II sử dụng các diode của công ty bán dẫn microsemi.

### Minuteman-III (LGM-30G)
See also đầu đạn hạt nhân W62

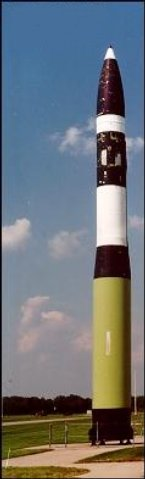
Tên lửa Minuteman-III

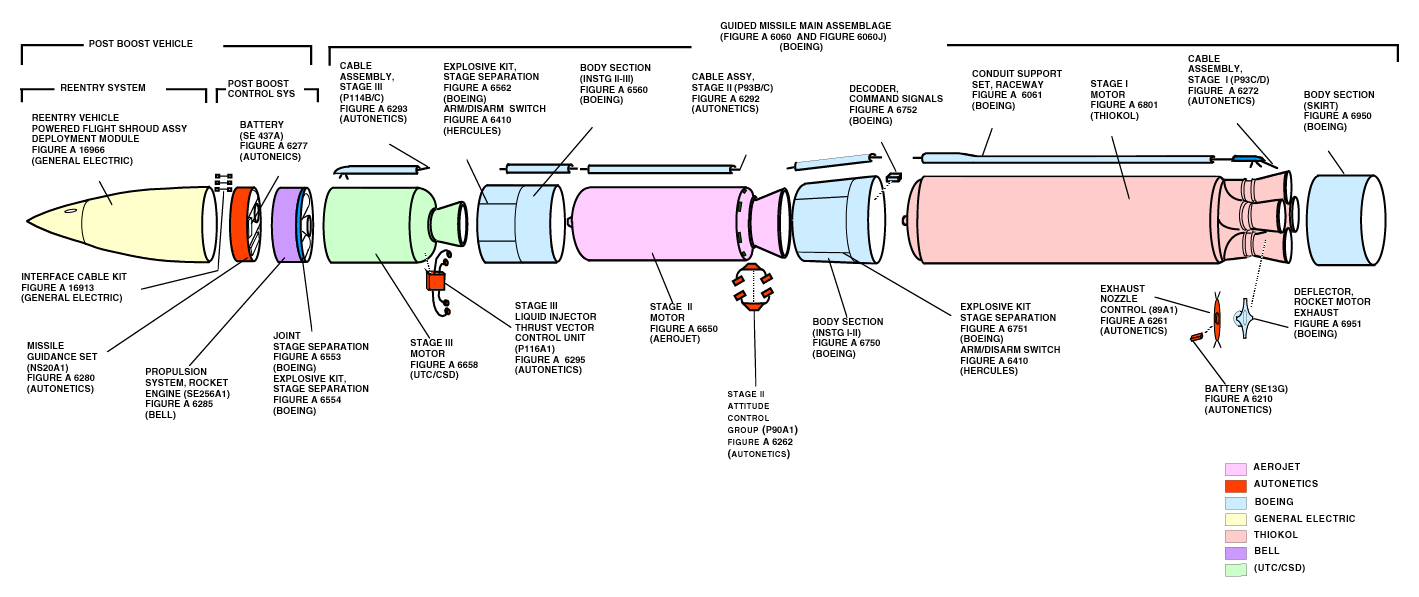
Các bộ phận của tên lửa Minuteman-III ICBM

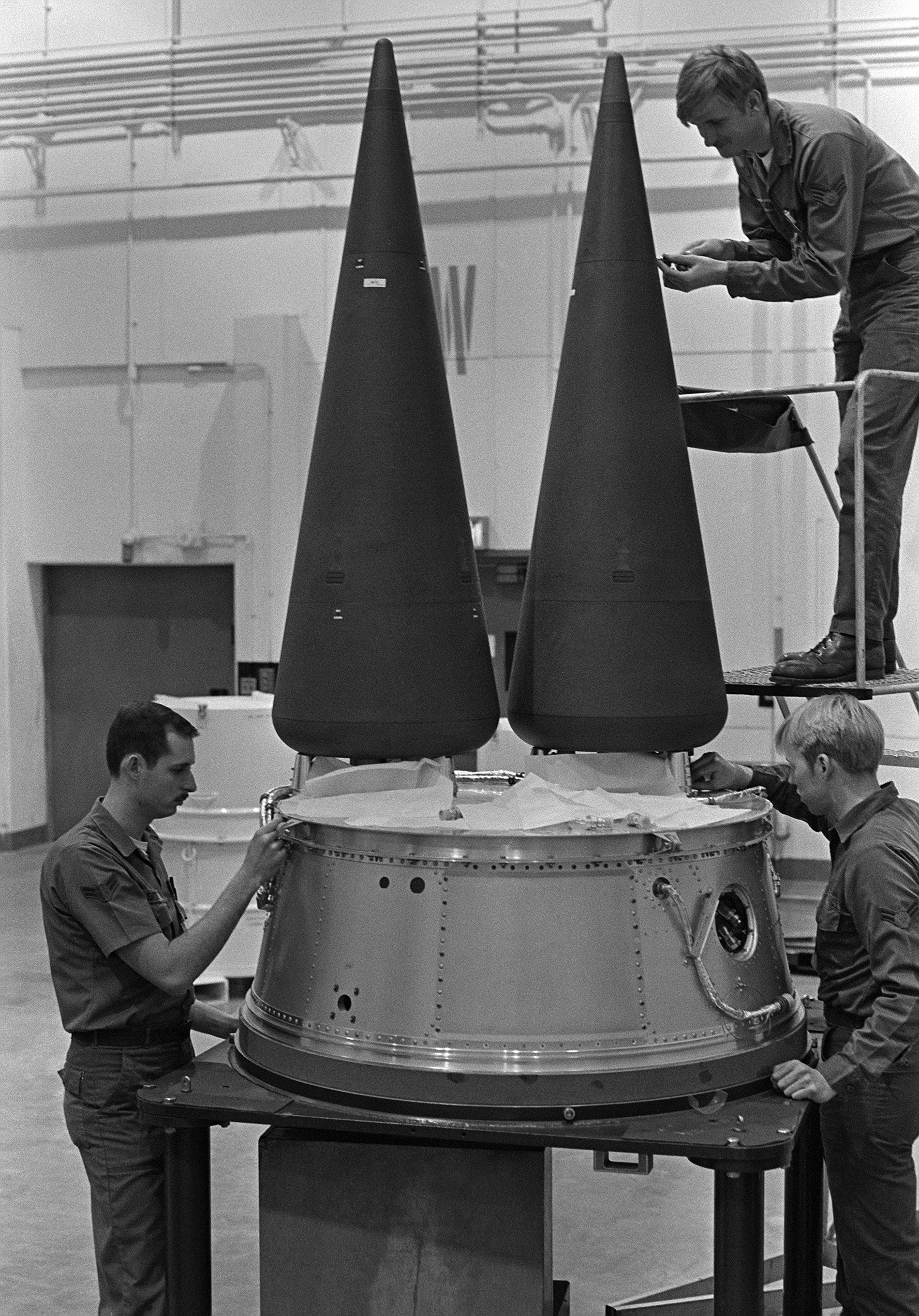
Kỹ thuật viên đang làm việc trên khoang MIRV của Minuteman-III.

LGM-30G Minuteman-III bắt đầu được phát triển từ năm 1966 và có nhiều nâng cấp trong từng phiên bản. Tên lửa được triển khai từ năm 1970. Phần lớn các thay đổi trên tên lửa là ở tầng cuối của tên lửa và hệ thống hồi quyển (reentry system-RS). Tầng cuối (tầng 3) được nâng cấp với động cơ vòi phun nhiên liệu lỏng, cung cấp khả năng điều khiển tốt hơn so với động cơ cũ với 4 miệng xả.
Những nâng cấp về hiệu suất của Minuteman-III đã mang lại cho nó khả năng linh hoạt trong triển khai khoang hồi quyển và tăng khả năng sống sót trước cuộc tấn công hạt nhân, và tăng khả năng mang tải trọng. Tên lửa vẫn giữ lại hệ thống dẫn đường quán tính chống rung.
Minuteman-III về cơ bản có những tính năng sau:
- Trang bị 3 đầu đạn hạt nhân W62 Mk-12, có tổng đương lượng nổ chỉ 170 kilotons TNT, thay vì đầu đạn W56 với đương lượng nổ 1,2 megatons.[15][16][17]
- Là tên lửa ICBM đầu tiên được trang bị đầu đạn MIRV gồm nhiều đạn con[18], cho phép nó tấn công ba mục tiêu khác nhau. Đây là điểm tiên tiến hơn so với Minuteman-I và Minuteman-II, vốn chỉ có thể mang một đầu đạn cỡ lớn.
  - Có khả năng triển khai ngoài đầu đạn hạt nhân, còn có thêm các biện pháp hỗ trợ thâm nhập khí quyển như mồi nhử và chaff.
  - Minuteman-III có hệ thống tên lửa đẩy động cơ nhiên liệu lỏng bổ sung được sử dụng để thay đổi một chút quỹ đạo bay (PSRE). PSRE sử dụng động cơ Rocketdyne RS-14.
- Động cơ Hercules M57 trên tầng ba của Minuteman-I and Minuteman-II có các van xả ở các bên, chúng sẽ mở ra bằng cách kích nổ các liều thuốc nổ định hình, làm giảm áp suất buồng đốt khiến cho lửa bị thổi ra bên ngoài, giúp ngắt động cơ chính xác để tăng độ chính xác tấn công mục tiêu. Tên lửa Minuteman-III cũng có các van như vậy dù cho vận tốc cuối cùng được quyết định bởi hệ thống đẩy nhiên liệu lỏng PSRE.
- Động cơ cải tiến với vòi phun điều chỉnh hướng lực đẩy trang bị trên tầng đẩy thứ 3 của tên lửa giúp cải thiện tầm bắn của tên lửa.
- Cải tiến máy tính điều khiển bay của tên lửa với bộ nhớ lớn hơn.

Tên lửa Minuteman III sử dụng máy tính D-37D, máy tính này được trang bị cho hơn 1.000 tên lửa Minuteman. Giá của mỗi đơn vị máy tính tăng từ 139.000 đô la (D-37C) đến 250.000 đô la (D-17B).

#### Đặc tính kỹ thuật
Tên lửa Minuteman-III có chiều dài 59,9 ft (18,3 m), trọng lượng 79.432 lb (36.030 kg), tầm bắn lớn hơn 6.000 mi (9.700 km), với bán kính chính xác là 800 ft (240 m).

#### Triển khai
Tên lửa Minuteman-III bắt đầu được đưa vào trang bị vào năm 1970, tổ hợp được cải tiến dần trong quá trình sản xuất từ năm 1970 đến 1978 để tăng độ chính xác và tăng tải trọng đầu đạn tên lửa. Không quân Hoa Kỳ sẽ tiếp tục sử dụng tên lửa Minuteman III đến năm 2030.
Tên lửa ICBM LGM-118A Peacekeeper được phát triển để thay thế cho ICBM Minuteman, đã ngừng hoạt động vào năm 2005 theo START II.
Đã có tổng cộng 450 tên lửa LGM-30G được triển khai tại căn cứ không quân F.E. Warren, Wyoming, căn cứ không quân Minot, North Dakota, và căn cứ không quân Malmstrom, Montana. Tất cả các tên lửa Minuteman I và Minuteman II đều đã ngừng hoạt động. Mỹ có xu hướng sử dụng tên lửa đạn đạo phóng từ tàu ngầm như tên lửa UGM-133 Trident II

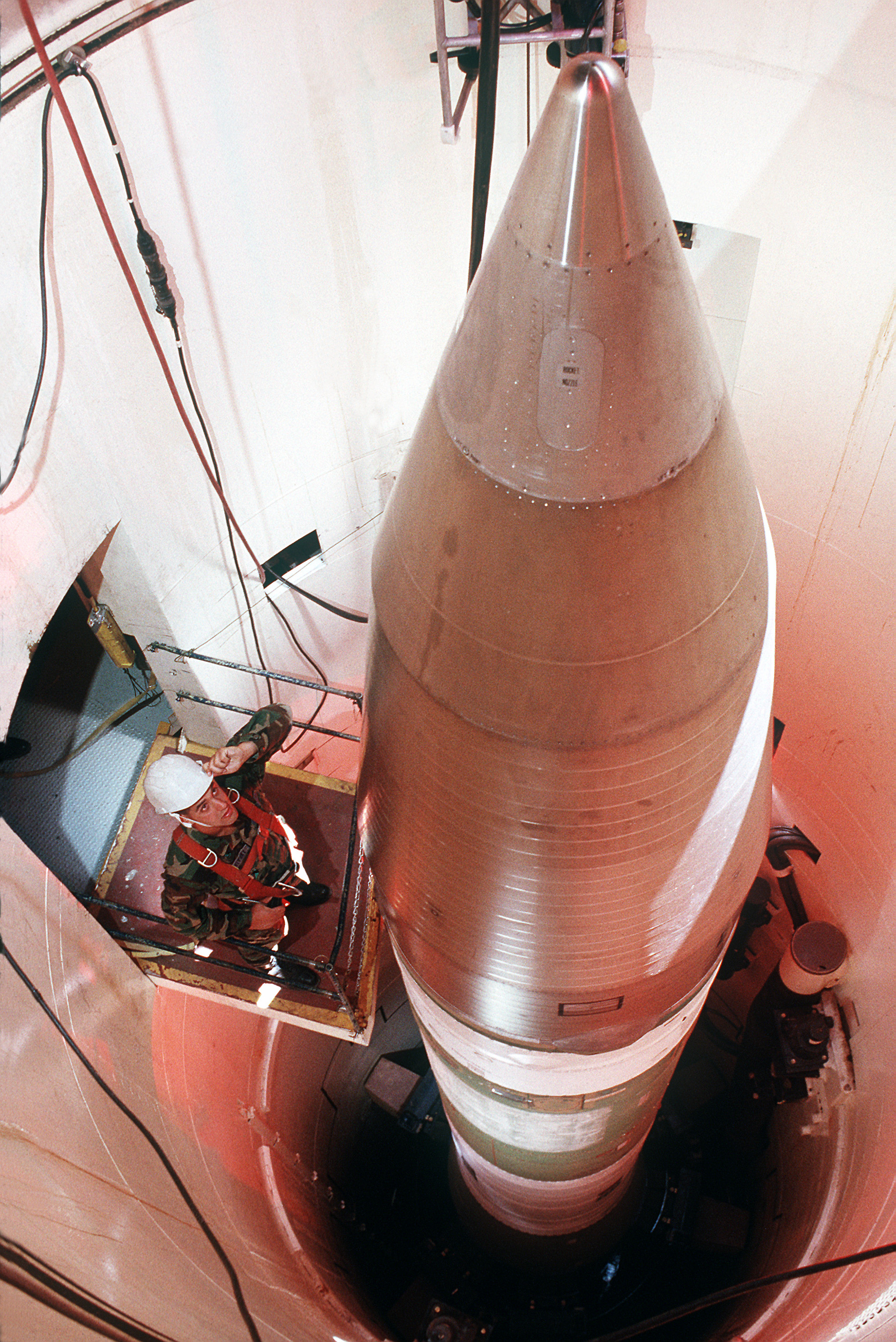
Tên lửa Minuteman-III bên trong giếng phóng.

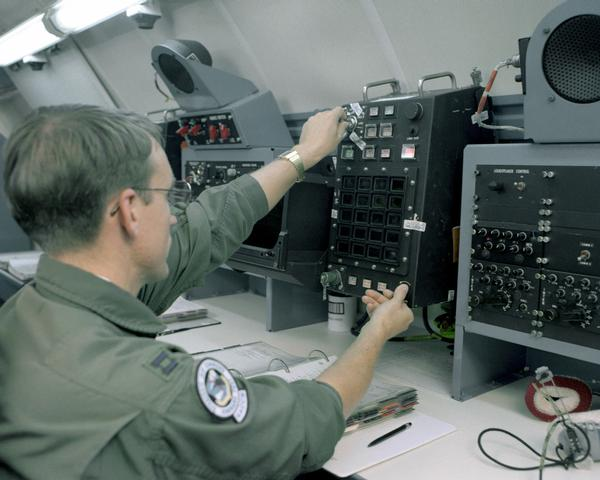
Sĩ quan tên lửa đang vận hành tổ hợp ALCS trên máy bay Boeing EC-135A-trung tâm chỉ huy chiến lược trên không của Không quân Hoa Kỳ.

## Vai trò khác

### Tổ hợp Minuteman di động

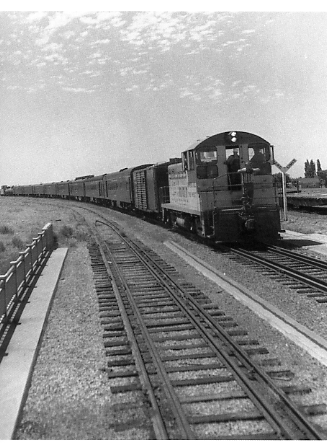
Tên lửa Minuteman từng được thiết kế để phóng từ tàu hỏa nhưng chương trình đã bị hủy bỏ.

Tổ hợp phóng tên lửa Minuteman di động là một chương trình phát triển tên lửa Minuteman phóng từ đường ray tàu hỏa nhằm tăng khả năng sống sót cho tổ hợp tên lửa bắt đầu từ 12/10/1959. Chiến dịch thử nghiệm hệ thống này có tên gọi là Operation Big Star, theo đó đã tiến hành thử nghiệm tổ hợp phóng từ tàu hỏa từ ngày 20/6 đến 27/8/1960 tại Căn cứ không quân Hill, và đã đưa vào triển khai thành lập 3 lữ đoàn tàu hỏa mang tên lửa, mỗi lữ đoàn trang bị 10 đoàn tàu, mỗi đoàn tàu trang bị 3 tên lửa. Trong thời kỳ cắt giảm ngân sách Kennedy/McNamara, DoD thông báo từ bỏ kế hoạch trang bị đoàn tàu mang tên lửa ICBM. Sau khi Tổng thống Kennedy đưa ra quyết định vào ngày 18/3/1961, 3 lữ đoàn tên lửa tàu hỏa được thay bằng các lữ đoàn tên lửa đặt cố định, Bộ chỉ huy Không quân Chiến lược đã giải thể Phi đoàn tên lửa chiến thuật 4062 vào ngày 20/2/1962.

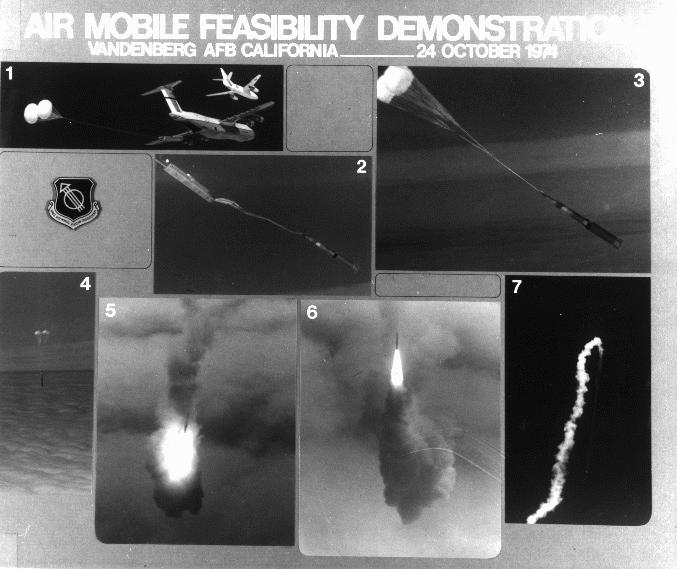
Thử nghiệm phóng tên lửa ICBM Minuteman từ máy bay (Air Mobile Feasibility Demonstration) – 24/10/1974

### ICBM phóng từ trên không
Theo như đề xuất này, Không quân Mỹ đã thử nghiệm thả tên lửa Minuteman 1b từ máy bay C-5A Galaxy ở độ cao 20.000 ft (6.100 m) trên biển Thái Bình Dương. Tên lửa được kích hoạt ở độ cao 8.000 ft (2.400 m), và động cơ tên lửa hoạt động trong 10 giây đưa tên lửa lên lại độ cao 20,000 feet trước khi tên lửa rơi xuống biển. Chiến dịch đã bị hủy bỏ.

### Hệ thống liên lạc tên lửa khẩn cấp-Emergency Rocket Communications System (ERCS)
Trong trường hợp các cơ quan chỉ huy bị hủy diệt, Mỹ vẫn có khả năng ra lệnh cho các tổ hợp giếng phóng tên lửa Minuteman bằng cách phóng tên lửa mang lệnh phóng khẩn cấp. Hệ thống này tương tự như hệ thống Dead Hand của Liên Xô/Nga. Tên lửa chỉ huy sẽ được định danh BLUE SCOUT, nó mang theo tải trọng truyền tín hiệu vô tuyến, bay ở độ cao lớn trên lãnh thổ Hoa Kỳ, để gửi tín hiệu đến các đơn vị tên lửa trong tầm nhìn. Trong trường hợp bị tấn công hạt nhân, ERCS sẽ chuyển tiếp các thông điệp được lập trình trước để đưa ra "lệnh" tới các đơn vị tên lửa ICBM. Căn cứ tên lửa BLUE SCOUT đặt tại Wisner, West Point và Tekamah, Nebraska. Những căn cứ này nằm ở trung tâm nước Mỹ, giúp cho các tên lửa truyền tín hiệu được hiệu quả nhất. Các bộ phát sóng vô tuyến ERCS về sau được đặt trên các tên lửa ICBM Minuteman-II (LGM-30F) thuộc quyền điều hành của Lữ đoàn tên lửa số 510 đặt tại căn cứ không quân Whiteman, Missouri.
Tên lửa Minuteman ERCS còn có định danh là LEM-70A.

### Làm phương tiện phóng vệ tinh
Không quân Mỹ đã cân nhắc sử dụng một số tên lửa Minuteman đã ngừng hoạt động trong vai trò phóng vệ tinh. Các tên lửa này sẽ được đặt trong các giếng phóng, để phóng trong thời gian ngắn. Tải trọng sẽ thay đổi và có khả năng được thay thế nhanh chóng.
Hiện nay tên lửa Minuteman dư thừa đang được sử dụng làm nền tảng cho tên lửa đẩy Minotaur sản xuất bởi Orbital Sciences (nay là Northrop Grumman Innovation Systems).

## Operators

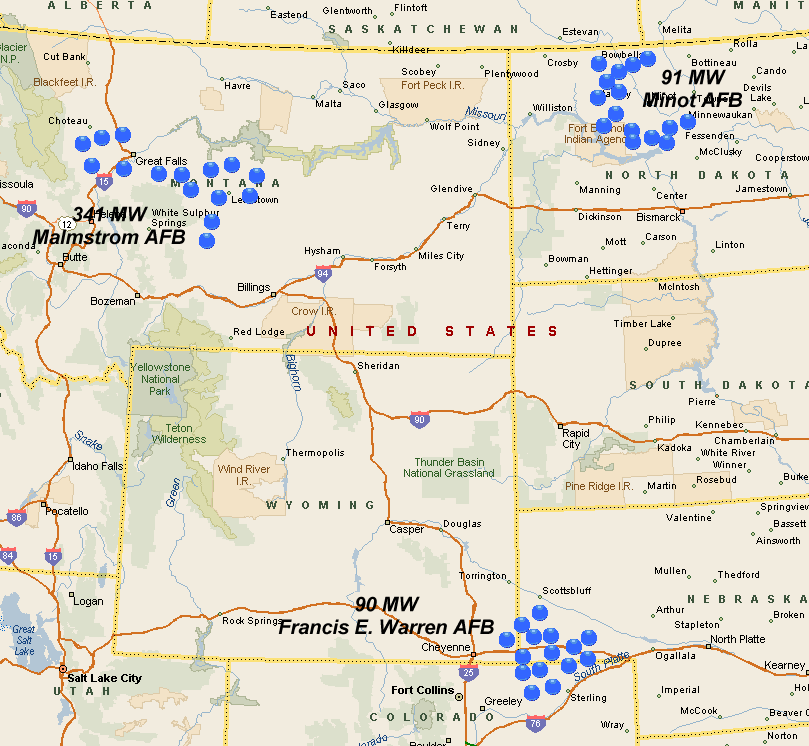
Các căn cứ tên lửa LGM-30 Minuteman, 2010

Hoa Kỳ: Không quân Hoa Kỳ là lực lượng duy nhất hiện đang vận hành tên lửa ICBM Minuteman, với 3 phi đội tên lửa và một lữ đoàn thử nghiệm LGM-30G. Số lượng tên lửa vào năm 2009 là 450 tên lửa cùng với  and 45 Trung tâm chỉ huy phóng tên lửa (MAF).

## Thay thế
Tên lửa ICBM thế hệ tiếp theo dự kiến của Mỹ sẽ là Ground Based Strategic Deterrent (GBSD). GBSD sẽ thay thế cho tên lửa Minuteman III với vai trò là tên lửa phóng từ đất liền trong bộ ba răn đe hạt nhân của Mỹ. Tên lửa ICBM thế hệ mới sẽ được triển khai theo từng giai đoạn trong hơn một thập kỷ kể từ cuối những năm 2020, với vòng đời 50 năm, tổng giá trị khoảng 86 tỷ đô la. Boeing, Lockheed Martin và Northrop Grumman đang cạnh tranh để giành được hợp đồng phát triển tên lửa ICBM thế hệ mới.
Vào ngày 21 tháng 8 năm 2017, Không quân Hoa Kỳ đã trao hợp đồng phát triển tên lửa trong 3 năm cho Boeing và Northrop Grumman, với giá lần lượt là 349 triệu đô la và 329 triệu đô la. Năm 2027, tên lửa ICBM GBSD dự kiến sẽ đi vào hoạt động và duy trì hoạt động cho đến năm 2075.
Vào ngày 14 tháng 12 năm 2019, có thông báo rằng Northrop Grumman đã giành chiến thắng trong cuộc đấu thầu chế tạo tên lửa ICBM thế hệ mới, sau khi Boeing rút khỏi cuộc đấu thầu vào đầu năm 2019.

### Citations
1. 1 2 3 4 5 6 7 8 9  MacKenzie, Donald (ngày 13 tháng 12 năm 1990). Inventing Accuracy: A Historical Sociology of Nuclear Missile Guidance (bằng tiếng Anh) (ấn bản thứ 1). MIT Press. ISBN 978-0262132589. LCCN 90005915. OCLC 1068009953. OL 1854178M. Bản gốc lưu trữ ngày 22 tháng 11 năm 2019. Truy cập ngày 22 tháng 11 năm 2019.
2. ↑  Kaplan, Fred (ngày 1 tháng 12 năm 2008). "Chapter 3: Chasing Silver Bullets". Daydream Believers: How a Few Grand Ideas Wrecked American Power (bằng tiếng Anh) (ấn bản thứ 1). John Wiley & Sons, Inc. tr. 81. ISBN 978-0470121184. OCLC 166873182. OL 10279632M. Truy cập ngày 23 tháng 11 năm 2019 – qua Internet Archive.
3. ↑  "U.S. scores third major space success". The Bend Bulletin (bằng tiếng Anh). Quyển 58 số 49. United Press International. ngày 1 tháng 2 năm 1961. Truy cập ngày 23 tháng 11 năm 2019 – qua Google News Archive. The Air Force today fires a Minuteman intercontinental missile to a target 4,200 miles down the Atlantic Range in a successful "go for broke" test of the new rocket.
4. 1 2  "Minuteman Missile Fired Successfully". Lewiston Morning Tribune (bằng tiếng Anh). Associated Press. ngày 2 tháng 2 năm 1961. Truy cập ngày 23 tháng 11 năm 2019 – qua Google News Archive. The United States took a giant step toward pushbutton warfare capability Wednesday when a Minuteman missile streaked 4,000 miles down the Atlantic Range in a spectacularly successful first flight test.
5. ↑  Cleary, Mark C. "The 6555th, Chapter III, Section 8: The 6555th's Role in the Development of Ballistic Missiles". fas.org (bằng tiếng Anh). Federation of American Scientists. Bản gốc lưu trữ ngày 7 tháng 11 năm 2017. Truy cập ngày 23 tháng 11 năm 2019. As work on Silos 31 and 32 neared completion, the first MINUTEMAN I test missile was launched from Pad 31 on ngày 1 tháng 2 năm 1961. The flight was highly successful, and it set a record for being the first launch operation in which all stages of a multi-staged missile were tested on the very first test flight of an R&D program.
6. ↑  "Minuteman Fired From Pit in Major Missile Success". Lewiston Morning Tribune (bằng tiếng Anh). Associated Press. ngày 18 tháng 11 năm 1961. Truy cập ngày 24 tháng 11 năm 2019 – qua Google News Archive. CAPE CANAVERAL, Fla. (AP) - A Minuteman missile sprang from a pit Friday and streaked 3,000 miles in a major success which gave the United States a big boost towards pushbutton war capability.
7. 1 2 3 4  Lonnquest, John C.; Winkler, David F. (ngày 1 tháng 11 năm 1996). To Defend and Deter: The Legacy of the United States Cold War Missile Program (bằng tiếng Anh). ISBN 978-0976149453. OCLC 889997003. Bản gốc lưu trữ ngày 17 tháng 4 năm 2019. Truy cập ngày 24 tháng 11 năm 2019. {{Chú thích sách}}: Đã bỏ qua tham số không rõ |agency= (trợ giúp)
8. ↑  Pike, John (ngày 29 tháng 5 năm 1997). "LGM-30A/B Minuteman I". fas.org (bằng tiếng Anh). Federation of American Scientists. Bản gốc lưu trữ ngày 28 tháng 12 năm 2018. Truy cập ngày 22 tháng 11 năm 2019.
9. 1 2 3  Polmar, Norman; Norris, Robert S. (ngày 1 tháng 7 năm 2009). The U.S. Nuclear Arsenal: A History of Weapons and Delivery Systems since 1945 (bằng tiếng Anh) (ấn bản thứ 1). Naval Institute Press. ISBN 978-1557506818. LCCN 2008054725. OCLC 602923650. OL 22843826M.
10. ↑  Bowman, Norman J. (1957). The Handbook of Rockets and Guided Missiles (bằng tiếng Anh) (ấn bản thứ 1). Perastadion Press. tr. 346. ASIN B0006EUOOW. LCCN a57002355. OCLC 1091297332. OL 212166M.
11. ↑  "Complete List of All U.S. Nuclear Weapons". Nuclear Weapons Archive. Truy cập ngày 12 tháng 4 năm 2020.
12. ↑  Kristensen, Hans; Godsberg, Alicia (1997). "LGM-30F Minuteman II". fas.org (bằng tiếng Anh). Federation of American Scientists. Bản gốc lưu trữ ngày 15 tháng 3 năm 2017. Truy cập ngày 22 tháng 11 năm 2019.
13. ↑  Isaacson, Walter (ngày 7 tháng 10 năm 2014). The Innovators: How a Group of Hackers, Geniuses, and Geeks Created the Digital Revolution (bằng tiếng Anh) . Simon & Schuster. tr. 181. ISBN 978-1476708690. LCCN 2014021391. OCLC 971413864. OL 25643817M.
14. ↑  "Integrated Circuits Improving In Quality, Dropping in Cost". missiles and rockets - The Weekly of Space System Engineering (bằng tiếng Anh). Quyển 14 số 5. American Aviation Publications. ngày 3 tháng 2 năm 1964. tr. 61. Truy cập ngày 24 tháng 11 năm 2019 – qua Internet Archive. Molecular packaging of integrated circuits has been suggested by Microsemiconductor Corp.  This would involve the same process the company uses for diodes it supplies to the Improved Minuteman program.
15. ↑  "Complete List of All U.S. Nuclear Weapons". nuclearweaponarchive.org (bằng tiếng Anh). ngày 14 tháng 10 năm 2006. Bản gốc lưu trữ ngày 11 tháng 11 năm 2019. Truy cập ngày 24 tháng 11 năm 2019. Minuteman III/Mk-12 RV warhead; remaining W-62s part of U.S. "enduring stockpile", but will be removed from active service under START II (to be replaced by W-88s)
16. ↑  "Minuteman Missile Nuclear Warheads". minutemanmissile.com. Truy cập ngày 21 tháng 7 năm 2020.
17. ↑  "The W62 Warhead". nuclearweaponarchive.org. Truy cập ngày 21 tháng 7 năm 2020.
18. ↑  Buchonnet, Daniel (ngày 1 tháng 2 năm 1976). "MIRV: A BRIEF HISTORY OF MINUTEMAN and MULTIPLE REENTRY VEHICLES". gwu.edu (bằng tiếng Anh). Lawrence Livermore Laboratory. United States Department of Defense. Bản gốc lưu trữ ngày 15 tháng 9 năm 2019. Truy cập ngày 24 tháng 11 năm 2019. The idea of multiple warheads dates back to the mid-1960s, but the key year in the history of the MIRV concept was 1962 when several of technological developments made it possible for scientists and engineers to conceive of multiple, separately targeted warheads that could hit a growing list of Soviet nuclear threat targets. One important innovation was that the weapons laboratories had designed small thermonuclear weapons, a necessary condition for deploying multiple reentry vehicles on the relatively small Minuteman.
19. 1 2 3  "Minuteman III". csis.org (bằng tiếng Anh). Center for Strategic and International Studies. ngày 15 tháng 6 năm 2018. Truy cập 26 tháng 3 2021.
20. ↑  Woolf, Amy F. (ngày 3 tháng 9 năm 2019). U.S. Strategic Nuclear Forces: Background, Developments, and Issues (PDF) (Báo cáo). Congressional Research Service. tr. 13–14. RL33640. Lưu trữ (PDF) bản gốc 11 tháng 12 2019. Truy cập 11 tháng 12 2019 – qua Federation of American Scientists. Over the past 20 years, the Air Force pursued several programs that were designed to improve the accuracy and reliability of the Minuteman fleet and to "support the operational capability of the Minuteman ICBM through 2030." According to some estimates, this effort has cost $6 billion-$7 billion.
21. ↑  "TRIDENT II (D5) MISSILE". navy.mil (bằng tiếng Anh). United States Navy. ngày 15 tháng 5 năm 2019. Lưu trữ bản gốc 13 tháng 11 2019. Truy cập 11 tháng 12 2019.
22. ↑  "Minuteman: The West's Biggest Missile Programme". Flight. ngày 21 tháng 12 năm 1961. tr. 844. Lưu trữ bản gốc ngày 18 tháng 2 năm 2015. Truy cập ngày 18 tháng 2 năm 2015.
23. ↑  99 – Special Message to the Congress on the Defense Budget. (Kennedy speech), lưu trữ bản gốc ngày 21 tháng 9 năm 2013, truy cập ngày 22 tháng 8 năm 2013, The three mobile Minuteman squadrons funded in the January budget should be deferred for the time being and replaced by three more fixed-base squadrons (thus increasing the total number of missiles added by some two-thirds). Development work on the mobile version will continue.
24. ↑  Marti and Sarigul-Klijn, A Study of Air Launch Methods for RLVs. Doc No. AIAA 2001–4619, Mechanical and Aeronautical Engineering Dept, University of California, Davis, CA 95616
25. ↑  Parsch, Andreas (2002). "Boeing LEM-70 Minuteman ERCS". Directory of U.S. Military Rockets and Missiles. designation-systems.net. Lưu trữ bản gốc ngày 15 tháng 12 năm 2010. Truy cập ngày 10 tháng 1 năm 2011.
26. ↑  "Boeing Ready to Design Next Generation of US Nuclear Missiles". spacedaily.com. Lưu trữ bản gốc ngày 6 tháng 8 năm 2016. Truy cập ngày 6 tháng 8 năm 2016.
27. ↑  "US Air Force set to replace intercontinental nuke arsenal". spacedaily.com. Lưu trữ bản gốc ngày 28 tháng 9 năm 2016. Truy cập ngày 26 tháng 9 năm 2016.
28. ↑  Aaron Gregg Washington Post (21 August 2017) "Pentagon narrows competition for the next big U.S. nuclear missile"
29. ↑  "Boeing, Northrop Grumman receive development contracts for new ICBM". spacedaily.com. Lưu trữ bản gốc ngày 23 tháng 8 năm 2017. Truy cập ngày 23 tháng 8 năm 2017.
30. ↑  https://spacenews.com/northrop-grumman-wins-competition-to-build-future-icbm-by-default/
31. Bott, Mitch (ngày 21 tháng 9 năm 2009). "Unique and Complementary Characteristics of the U.S. ICBM and SLBM Weapon Systems" (PDF). csis.org (bằng tiếng Anh). Center for Strategic and International Studies. tr. 76. Lưu trữ (PDF) bản gốc 22 tháng 11 2019. Truy cập 22 tháng 11 2019. The name of the Minuteman missile refers to the ability to launch the missile within minutes after receipt of a valid launch order
32. Bott, Mitch; Griffin, Chris; Gupta, Shalini; Jeffery, Jared; Schilling, Troy; Suarez, Vivian (ngày 6 tháng 8 năm 2009). "Discussion of the Unique and Complementary Characteristics of the ICBM and SLBM Weapon Systems" (PDF). csis.org (bằng tiếng Anh). Center for Strategic and International Studies. tr. 5. Lưu trữ (PDF) bản gốc 22 tháng 11 2019. Truy cập 22 tháng 11 2019. Missiles can be launched within minutes after receipt of order
33. "The Minuteman III ICBM". nuclearweaponarchive.org (bằng tiếng Anh). ngày 7 tháng 10 năm 1997. Lưu trữ bản gốc 14 tháng 8 2019. Truy cập 22 tháng 11 2019. The Minuteman III was the world's first MIRV'ed ICBM. A MIRV (multiple independent re-entry vehicles) permits each missile to carry multiple warheads, and direct each one at a separate target.
34. Norris, Robert S.; Kristensen, Hans M. (ngày 27 tháng 11 năm 2015). "U.S. Nuclear Forces, 2009". Bulletin of the Atomic Scientists (bằng tiếng Anh). Quyển 65 số 2. Taylor & Francis. tr. 59–69. doi:10.2968/065002008. eISSN 1938-3282. ISSN 0096-3402. LCCN 48034039. OCLC 470268256. This reduction is in line with the 1994 Nuclear Posture Review that established the goal of an ICBM force of "450/500 Minuteman III missiles, each carrying a single warhead," though the air force was not ordered to implement the decision until the 2006 Quadrennial Defense Review.
35. "New START Treaty Aggregate Numbers of Strategic Offensive Arms" (PDF). state.gov (bằng tiếng Anh). United States Department of State. ngày 1 tháng 3 năm 2019. Lưu trữ (PDF) bản gốc 5 tháng 8 2019. Truy cập 22 tháng 11 2019.
36. "Photo Release -- Northrop Grumman/Air Force Complete Guidance Upgrade Installations On Minuteman III ICBMs". northropgrumman.com (Thông cáo báo chí) (bằng tiếng Anh). Northrop Grumman. ngày 11 tháng 3 năm 2008. Lưu trữ bản gốc 2 tháng 11 2019. Truy cập 22 tháng 11 2019 – qua Prime Newswire. The MGS was installed by the 20th Air Force onto a Minuteman III missile at Minot Air Force Base, N.D in January. Today, the entire force of 450 land-based ICBMs is converted to the modernized MGS, known as NS50.
37. Maugh II, Thomas H. (ngày 18 tháng 1 năm 2006). "Edward N. Hall, 91; Rocket Pioneer Seen as the Father of Minuteman ICBM (obituary )". Los Angeles Times (bằng tiếng Anh). eISSN 2165-1736. ISSN 0458-3035. OCLC 3638237. Lưu trữ bản gốc 23 tháng 11 2019. Truy cập 22 tháng 11 2019.
38. Teller, Edward; Shoolery, Judith (ngày 1 tháng 10 năm 2001). Memoirs: A Twentieth-Century Journey in Science and Politics (bằng tiếng Anh) (ấn bản thứ 1). Cambridge, Massachusetts: Perseus Publishing. tr. 420–421. ISBN 978-0738205328. OCLC 879383489. OL 7899496M. Truy cập 22 tháng 11 2019 – qua Internet Archive.
39. Yengst, William (ngày 6 tháng 4 năm 2010). Lightning Bolts: First Maneuvering Reentry Vehicles (bằng tiếng Anh). Tate Publishing & Enterprises. ISBN 978-1615665471. OCLC 758343698. Lưu trữ bản gốc 22 tháng 11 2019. Truy cập 22 tháng 11 2019.[nguồn không đáng tin?][nguồn tự xuất bản]
40. Bush, Richard C.; Felbab-Brown, Vanda; Indyk, Martin S.; O'Hanlon, Michael E.; Pifer, Steven; Pollack, Kenneth M. (ngày 7 tháng 6 năm 2010). "Chapter 4: Deterring Nuclear Attack on the United States and Declaratory Policy". U.S. Nuclear and Extended Deterrence: Considerations and Challenges. Arms Control Series (bằng tiếng Anh). Brookings Institution. tr. 14. OCLC 649066155. Lưu trữ bản gốc 14 tháng 8 2019. Truy cập 23 tháng 11 2019. The White House said in May that, under the treaty, the United States would deploy up to 420 Minuteman III ICBMs, up to 60 nuclear-capable heavy bombers, and 14 ballistic missile submarines, each with 20 launchers (reduced from 24 launchers). The U.S. Navy would deploy 240 Trident D-5 SLBMs (two Trident submarines typically are in longterm maintenance and have no SLBMs on board).
41. Johnson, Dana J.; Bowie, Christopher J.; Haffa, Robert P. (ngày 12 tháng 1 năm 2009). "TRIAD, DYAD, MONAD? SHAPING THE US NUCLEAR FORCE FOR THE FUTURE" (PDF). afa.org (bằng tiếng Anh). Air Force Association. Lưu trữ (PDF) bản gốc 19 tháng 10 2016. Truy cập 23 tháng 11 2019. ...we conclude that the US Department of Defense should pursue an ICBM/SLBM Dyad as it moves to reshape its nuclear force posture at lower warhead levels. Essentially, the US is already moving in this direction: the ICBMs and SLBMs remain robust, with modernization scheduled and funded, but the aging ALCM calls into question the value of 28 the B-52 fleet, while the modernized but very small B-2 force is assuming a niche role. In short, the United States will soon field a de facto nuclear Dyad.
42. Pampe, Carla (ngày 25 tháng 10 năm 2012). "Life Extension Programs modernize ICBMs" (Thông cáo báo chí) (bằng tiếng Anh). BARKSDALE AFB, La. Air Force Public Affairs Agency. Lưu trữ bản gốc 10 tháng 7 2019. Truy cập 24 tháng 11 2019. We are checking and balancing everything, but they are basically new missiles except for the shell," said Michael Knipp, ICBM program analyst. "Over the last decade we've done more than $7 billion worth of upgrades to 450 missiles.
43. "The W-78 Warhead - Intermediate Yield Strategic ICBM MIRV Warhead". nuclearweaponarchive.org (bằng tiếng Anh). ngày 1 tháng 9 năm 2001. Lưu trữ bản gốc 1 tháng 8 2019. Truy cập 24 tháng 11 2019. Initial deployment in December 1979, replacing W-62s already deployed on Minuteman IIIs. Deployment completed in February 1983.
44. "ATK Awarded Follow-on Options Worth $541 Million for Minuteman III Propulsion Replacement Program" (Thông cáo báo chí) (bằng tiếng Anh). Minneapolis: Alliant Techsystems. ngày 27 tháng 2 năm 2006. Bản gốc lưu trữ 27 tháng 5 2008. Truy cập 24 tháng 11 2019. Minneapolis, February 27, 2006 – Alliant Techsystems (NYSE: ATK) has received contract options worth $541 million from Northrop Grumman Corporation (NYSE: NOC) to refurbish components and replace propellant on Minuteman III Stage 1, 2 and 3 rocket motors.
45. Kuehn, Cory (ngày 1 tháng 3 năm 2017). "ALCS 50th Anniversary: Celebrating a Proud Heritage" (PDF). Air Force Missileers - The Quarterly Newsletter of the Association of Air Force Missileers (bằng tiếng Anh). Quyển 25 số 1. Association of Air Force Missileers. tr. 13–16. Bản gốc (PDF) lưu trữ 2 tháng 7 2017. Truy cập 11 tháng 12 2019.
46. "E-6B Airborne Command Post (ABNCP)". stratcom.mil (bằng tiếng Anh). United States Strategic Command. ngày 14 tháng 3 năm 2017. Bản gốc lưu trữ 20 tháng 4 2017. Truy cập 11 tháng 12 2019. The airborne launch control system (ALCS) officer is the missile launch team leader and, along with the operations officer, operates the ALCS. This system allows Looking Glass to transmit launch codes to the intercontinental ballistic missiles in their underground silos should ground launch control centers become disabled. It qualifies the aircraft as a weapon system even though Looking Glass itself cannot fire a bullet or drop a bomb. The ALCS officer is also the intelligence planner and briefs the entire battle staff on current intelligence matters, develops threat assessments, and identifies emerging threats to the United States.
47. Kristensen, Hans M. (ngày 9 tháng 4 năm 2014). "Obama Administration Decision Weakens New START Implementation". fas.org (bằng tiếng Anh). Federation of American Scientists. Lưu trữ bản gốc 11 tháng 12 2019. Truy cập 11 tháng 12 2019. After four years of internal deliberations, the U.S. Air Force has decided to empty 50 Minuteman III ICBMs from 50 of the nation's 450 ICBM silos. Instead of destroying the empty silos, however, they will be kept "warm" to allow reloading the missiles in the future if necessary. The decision to retain the silos rather than destroy them is in sharp contrast to the destruction of 100 empty silos currently underway at Malmstrom AFB and F.E. Warren AFB. Those silos were emptied of Minuteman and MX ICBMs in 2005-2008 by the Bush administration and are scheduled to be destroyed by 2016. {{Chú thích web}}: dấu thời gian |ngày lưu trữ= / |url lưu trữ= không khớp; đề xuất ngày 7 tháng 10 năm 2017 (trợ giúp)

### Sources
- Heefner, Gretchen (ngày 12 tháng 9 năm 2012). The Missile Next Door: The Minuteman in the American Heartland (bằng tiếng Anh) . Harvard University Press. ISBN 978-0674059115. LCCN 2012003666. OCLC 872141698. OL 25190410M.
- Lloyd, Alwyn T. (ngày 15 tháng 1 năm 2000). Cold War Legacy: A Tribute to the Strategic Air Command: 1946–1992 (bằng tiếng Anh) (ấn bản thứ 1). Pictorial Histories Publishing Company. ISBN 978-1575100524. OCLC 44672618. OL 8744142M.
- McMurran, Marshal William (ngày 11 tháng 12 năm 2008). Achieving Accuracy: A Legacy of Computers and Missiles (bằng tiếng Anh). Xlibris. ISBN 978-1436381079. OCLC 302388811.[nguồn không đáng tin?][nguồn tự xuất bản]
- Neal, Roy (ngày 9 tháng 5 năm 2011). Ace in the Hole: The Story of the Minuteman Missile (bằng tiếng Anh). Doubleday (xuất bản 1962). ISBN 978-1258013622. OCLC 952016433.
- ICBM Prime Team - TRW Systems (ngày 1 tháng 7 năm 2001). "Minuteman Weapon System History and Description" (PDF). nukestrat.com (bằng tiếng Anh). TRW Inc. Lưu trữ (PDF) bản gốc 5 tháng 8 2019. Truy cập 22 tháng 11 2019 – qua Hans M. Kristensen.
- Neal, Roy (ngày 9 tháng 5 năm 2011). Ace in the Hole: The Story of the Minuteman Missile (bằng tiếng Anh). Doubleday (xuất bản 1962). ISBN 978-1258013622. OCLC 952016433.
- Zuckerman, Edward (ngày 4 tháng 6 năm 1984). The Day After World War III (bằng tiếng Anh). Viking Press. ISBN 978-0670258802. LCCN 83040230. OCLC 869504401. OL 3184958M. Truy cập 22 tháng 11 2019 – qua Internet Archive.